# Jon Sieben
Jonathan Scott „Jon” Sieben (ur. 24 sierpnia 1966 w Brisbane) – australijski pływak, dwukrotny medalista olimpijski z Los Angeles.
Specjalizował się w stylu motylkowym. Zawody w 1984 były jego pierwszymi igrzyskami olimpijskimi, startował również cztery i osiem lat później. W Los Angeles zwyciężył na dystansie 200 metrów, bijąc przy tym rekord świata, był trzeci w sztafecie 4 × 100 metrów stylem zmiennym (płynął w eliminacjach). Na drugim z tych dystansów zwyciężył w 1982 na igrzyskach Wspólnoty Narodów, na tej samej imprezie był trzeci na 200 m motylkiem. Stawał na podium mistrzostw Pacyfiku i uniwersjady.